# Hickman-kráter
A Hickman-kráter egy becsapódási kráter Nyugat-Ausztrália Pilbara régiójában, Newman bányásztelepüléstől kb. 35 kilométerre, északi irányban. A krátert egy 10 méteres, másodpercenként 5 kilométeres sebességgel becsapódó vasmeteorit okozta. Átmérője kb. 260 méter, 30 méter mély, kora tíz és százezer év között becsülhető, jó állapotban maradt fent.

## Felfedezése
A krátert dr. Arthur Hickman fedezte fel 2007-ben, mikor a Google Earth segítségével lehetséges vasérclelőhelyet próbált keresni. Annak ellenére, hogy a kráter viszonylag közel fekszik Newmanhoz, valamint mára már nem működő bányák voltak 10 kilométernél is közelebb, a kietlen, néptelen, szinte alig járható sziklás tájon addig senki sem vette észre létezését. Miután Dr. Hickman tudományosan felmérte a krátert, róla nevezték el.

## Megközelíthetősége
A Perthből kiinduló 95-ös számú Great Northern Highway egy jó minőségű országos aszfaltút. Ezen északi irányban haladva kb. 1200 kilométer Newman bányaváros. Innen gyenge minőségű, jelöletlen földutakon lehet elérni a krátert, a távolság légvonalban 35 kilométer.

## Felkeresése
A kráter igen nehezen megközelíthető helyen található, sziklás, vízmosásokkal tarkított tájon. Jelöletlen, gyenge minőségű földutakon lehet elérni, kizárólag terepjáróval. A vezetés csak off-road utakon járatos személyeknek javasolt. Mivel az ösvények részben a bánya tulajdonát képezik, előzetes engedélyre van szükség a Newman Látogatóközpontban (Newman Visitors Center). A helyszínen egy ismertető táblát leszámítva semmiféle szolgáltatás vagy infrastruktúra nincs. Látogatásra csak a téli és száraz hónapok javasoltak. Nyáron 40-45 fokos meleg is lehet, ilyenkor a télen kiszáradt patakok órák alatt is megáradhatnak, járhatatlanná téve az ösvényeket. A pontos odavezető utat, útviszonyokat és a várható időjárást a látogatóközpontban  indulás előtt meg kell érdeklődeni. A viszonylag kis távolság ellenére bőven elegendő üzemanyag és ivóvíz szükséges, navigátor és műholdas telefon nagyon ajánlott.
A városban minden szükséges felszerelés beszerezhető ill. bérelhető.